# 郷内地区
郷内地区（ごうないちく）は、岡山県倉敷市児島地域にある地区である。かつての児島郡郷内村（ごうないそん）のうち植松（現岡山市南区）を除いた区域に相当し、林（はやし）、串田（くしだ）、曽原（そばら）、福江（ふくえ）、尾原（おばら）、木見（きみ）からなる。
中世に存在した荘園の児林庄（こばやししょう）の比定地である。その後、福岡とも呼ばれた。
また、地場産業として帆布（倉敷帆布）が有名である。さらに当地中心部は、近世に熊野神社・五流尊瀧院の門前町として栄え、は新熊野（しんくまの）とも呼ばれた。

## 概要
倉敷市立郷内小学校（分校含む）・郷内中学校の学区とほぼ同じである。児島地域の最北部に位置し、児島半島の中央部に近い。
倉敷市児島地域の北部に位置し、中央に倉敷川に合流し児島湖に注ぐ郷内川が流れ、南を由加山、北を種松山に囲まれた盆地に約8800人が居住する。
地区のすぐ南側には喩伽山（由加山）がある。地区内を郷内川が南から北へ、その後東へ流域を変え、当地区東部にて倉敷川と合流する。
当地は水島地域・倉敷地域に隣接する場所であり、また東方向の茶屋町地区・早島町・岡山市南区西部などとを繋ぐ幹線道路が造成され、それらの結節点にあたる道路交通の要衝である。それに伴い、元々農村地であったエリア西部の旧福岡村域は、幹線道路沿いにロードサイド店が増え、さらに宅地も多く造成され、様子が一変し、人口や交通量が増加した。水島地域との境界地には瀬戸中央自動車道の水島インターチェンジがある。その一方で、エリア西部の旧木見村域は、一部平野部で宅地化が進行しているものの、多くは今も農地が多い。
鉄道路線は大正から昭和中期にかけて下津井電鉄線があり、駅（林に林駅、福江に福田駅）もあったが、1972年に廃止となって以降は存在していなかった。その後瀬戸大橋開業により新たにJR西日本の木見駅が開業している。
江戸後期から明治頃まで小倉織、および真田紐の一大産地であり、備前小倉織と呼ばれた。現代においては、主に農業が主産業であったが、児島郡の他地区同様に繊維産業も多く、帆布・撚糸・織物などが製造される。これはかつての備前小倉織の技術が生かされている。
明治初期まで児島郡林村、串田村、曽原村、福江村、尾原村、木見村であったが、明治11年に林村・串田村・曽原村・福江村が合併し同郡林村を新設した。同22年には町村制施行に伴い、木見村・尾原村・山村（現・琴浦地区となっている由加）が合併し、木見村（きみそん）を新設。さらに林村は福岡村（ふくおかそん）へ改称する。同39年には、福岡村・木見村の内の木見・尾原、同郡彦崎村の内の植松が合併し、同郡郷内村（ごうないそん）を新設することとなった。昭和になり、昭和34年に郷内村の内、植松を除く地区が児島市（こじまし）へ編入合併した（郷内村の内の植松は、児島郡灘崎町編入され、現在は岡山市南区となっている）。その後、昭和42年2月1日に現行の倉敷市になり、現在へ至っている。
なお地区内には、中小の神社仏閣が多数点在する。

## 地域

### 林

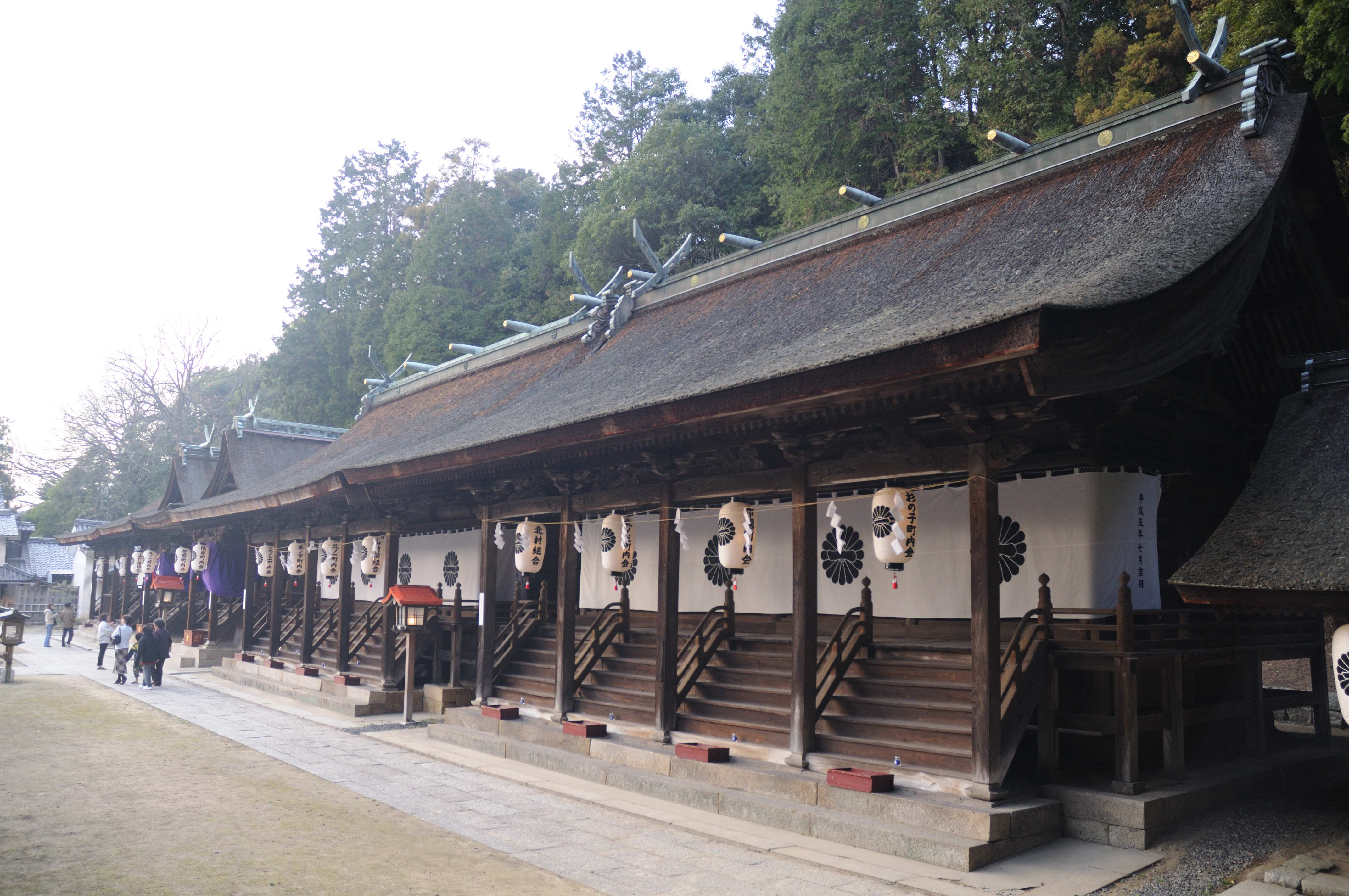
熊野神社

蟻峰山の西側、天満山東北側に位置する平野部で、中央を郷内川が北流している。郷内の中枢的な地区であり、かつては郷内村役場が置かれ、現在も郷内公民館・郷内市民サービスコーナーや郷内郵便局などが置かれている。北端部を東西に岡山県道21号線、中央部を南北に郷内川に沿うように県道62号線が通過しており、幹線道路沿いには企業やロードサイド形の店舗が立地する。他にも平野部は宅地化が徐々に進行しており、農地と新興住宅地が混在している。林の中心的集落は熊野神社・五流尊瀧院の門前町であった。
林は古くから発達した集落で、『和名抄』に記載のある古代郷である児島郡児島郷の中枢地域であったといわれる。現在の地名である「郷内」は、この児島郷に属していたとされる事に由来している。
中世になると児林庄（こばやししょう）と呼ばれる荘園が存在した。『黄微古簡集』に、永禄11年10月26日、熊野十二所権現（熊野神社）に出した毛利輝元・元就連署禁制に、神領3ヶ村の一つに「林庄」とあることなどから、現地名は児林庄の遺称であるとされる。。
また701年（大宝元年）に紀伊国の熊野権現が当地東部の丘陵上に勧請され、さらには修験道本山派の総本山・五流尊瀧院も創建されている。1221年（承久3年）に頼仁親王が島流しにあい、尊瀧院内で死去した。
その後、当地の両寺社を中心とした修験道は隆盛を極め、両寺社の麓には門前町が形成され、参詣者で賑わった。また、当地は新熊野（しんくまの）の通称でも呼ばれるようになる。この町が現在の林、および郷内の中心地の大元となっている。
応仁の乱がおこると、その派生的に修験道間の争乱が勃発。当地の修験道諸施設がある丘陵が全焼する惨事となった。後に再建され、全盛期ほどではないにせよ、当地において修験道が栄えた。
江戸時代、池田和泉（岡山藩家臣）給地と、熊野権現（熊野神社）領の相給地であった。元和3年の『児島郡物成帳』には林村は石高2石余りの記載がある。また同元年の清田八幡神社の上葺再興棟札に林村の名がある。『正保郷帳』では石高1180余り、『備陽記』では枝村として熊坂村を記している。熊坂は現在、天満山東麓にあり、熊坂窯跡群遺跡がある。また、享保6年の記録として、田畑77町9反余り、池18ヶ所、家数145軒、人口892人、他に大願寺山伏家来として家数46軒、203人としている。
文化年間の『岡山藩領手鑑』では、熊野権現領160石、直高1812石余りで、池田和泉給地は田56町7反余り、池8ヶ所、樋31ヶ所、井戸95ヶ所、石橋7ヶ所、育麦蔵1軒、家数175軒、人口840人、神社5社・26人、寺1院（真浄院）、牛47頭、猟師1人、紺屋2軒（藍瓶2本）、鍛冶屋1軒、家第5軒、木挽3軒、桶屋1軒、他に1山として山伏の家数45軒・153人を挙げている。
『郡中手習所井小子之記』では、寛文8年に岡山藩が設けた12の手習所のひとつが林村内に設けられ、11歳から14歳までの7人が学んでいるという記載がある。『撮要録』では享保17年に木見村との山論があったことや、文化11年に当村の九郎次という人物が国産藍玉京都売捌座元を願い出たことなどが記されている。
明治になると修験道が禁止され、熊野権現は神道の熊野神社、五流尊瀧院などの諸寺院は天台宗の寺院となり、門前町も参詣者の減少により衰退した。
大正2年、下津井軽便鉄道（下津井電鉄）が開業し、当地内に林駅が出来た。
門前以外の場所は、農業が主産業であったが、現代になると、撚糸・織物などの繊維産業も盛んとなる。

### 串田
明治前期以前は児島郡串田村であった。郷内の最北部に位置し、東は植松（岡山市南区灘崎）、北は藤戸、南は林、西は曽原に接する。種松山の南東麓にあたり、郷内川沿いに続く南北に長い地区である。旧金比羅往来が南北に縦断している。
古くは櫛田とも表記されていたようで、元和元年の清田八幡神社の上葺再興棟札には櫛田村とある。
江戸時代になると、蔵入地（支配所、天領）となり、慶長9年の検地帳では、田16町余り・石高283石余り、畑8町余り・石高109石余りであった。また享保6年の蔵入知行高村分帳では、直高434石余りで、稲葉助五郎給地となり領地が変わっている。『備陽記』では、同年の田畑は24町5反余り、池9ヶ所、家数41軒、人口279人とある。
文化年間の『岡山藩領手鑑』では、再び蔵入地となっており、石高348石余り、直高434石余り、田16町余り、畑8町2反余り、池8ヶ所、樋14ヶ所、井戸7ヶ所、石橋2ヶ所、家数63軒、人口266人、牛25頭、寺1院（西方寺）、大工4軒、樋屋1軒としている。
『諸御用留帳』には、安政4年には小倉機22機、真田機1機、木綿機4機があり12人が従事しているとあり、郷内地内の周辺地同様に小倉織や真田紐をはじめとする繊維業が盛んであった。幕末の当村の名主で、明治には当村戸長をつとめた山本省三は、改正惣代として地租改正反対闘争を指揮した。
当地にある城山には鼻高山城址があり、『備陽記』によれば、元亀3年に毛利氏が築城し、本丸は15間の10間で、天正17年に落城した。
また当地にある塩干（ひぼうし）集落は、『源平盛衰記』巻42に「去りし冬土肥次郎実平、塩干に渡瀬を求めて、暗夜五十余騎を率し」とあるように、屋島（現高松市）を目指して落ち延びる地であったことに由来している。

### 曽原
明治前期以前は児島郡曽原村と称していた。種松山の南東麓に位置し、南は福江、東は串田・林、西は広江に接する。郷内の北西端の地区である。
清田八幡神社の応永29年の修造棟札をはじめ、以後の棟札にも同社の所在を児林庄曽原村としている。また、『黄微古簡集』に永禄11年10月26日、熊野十二所権現（熊野神社）に出した毛利輝元・元就連署禁制に、神領3ヶ村の一つに曽原庄とある。
江戸時代は、相給地で、池田豊次郎（天城池田氏家臣）給地と浅野瀬兵衛給地、さらには蔵入地（支配所、天領）が領有した。『正保郷帳』では、石高277石余り。『備陽記』には、享保6年の記録として蔵入知行高村分帳では石高339石余りで、そのうち149石余りが池田豊治郎給地、67石余りが浅野瀬兵衛給地、残りは蔵入（天領）であったと記載され、前述の3領の合計で同年の田畑は20町3反余り、池13ヶ所、家数66軒、人口377人としている。
文化年間の『岡山藩領手鑑』では、石高277石余り、直高339石余りで、前述の3領の合計で田16町2反、畑4町2反余り、池・池樋・井戸各13ヶ所、家数70軒、人口321人、神社1社、寺1院（一等寺）、牛28頭、木挽3軒、紺屋・樋屋各1軒とある。
幕末には、周辺地域と同様に備前小倉織が隆盛を極め、当地から小倉商人が2人出ていることが『小倉問屋一条手続』に記されている。
エリア北東の山裾に真言宗御室派一等寺がある。『備陽国誌』では、古くは護国寺、のち有南院と称したとしている。また、『撮要録』に収められた延宝2年の寺社員数帳には、新熊野山福聚寺有南院とある。同寺は、江戸時代に南隣の福江（13石5斗）を領有した。享保3年に現在の寺名に改めたとされる。

### 福江
明治前期以前は児島郡福江村と称した。
福南山の北麓にある地区で、古くは藤戸海峡がこの辺りまで入り込み、入江となっていた。周辺に福岡という地名があり、福岡の入江に由来して福江と称するようになったと言われる。
江戸時代は、池田和泉給地および曽原村内にある一等寺領の相給地であった。
『吉備温故知新』では田畑23張反、家数51軒、人口406人を挙げている。
福南山とその西方にある正面山の間の峠道を熊野道（くまのみち）といい、現在は地方主要道県道21号線がこれを元に造成されている。熊野道は明治初期までは児島中心部へ連絡する要路でありながら、福江村から稗田村まで人家はほとんどなく難路とされた。数少ない家（店）の名残として、稗田に茶屋、福江に三軒茶屋の字が現存している。また、熊野道の石造地蔵菩薩座像は岡山県の重要文化財に指定されている。
大正2年、下津井軽便鉄道（下津井電鉄）が前述の熊野道沿いに開業し、当地内に福田駅が出来た。また昭和63年、瀬戸大橋が開通すると水島インターチェンジが完成。福田駅・水島インターとも水島（福田）地内ではないが、水島の最寄りのものであるため、その名がついている。
その他、前述の岡山県道21号線と同62号線が当地で交差し、道路交通の要衝となっている。そのため福江流通団地が造成された。

### 木見
明治前期までは児島郡木見村であった。西に林、南に尾原、東に由加（琴浦）と迫川（岡山市南区灘崎）、北に彦崎（同）と接する。また、木谷は蟻峰山、西に福南山やタコラ山などの山地に囲まれる。
江戸以前は、喜美の表記も併用されていたようで、清田八幡神社の元和元年の上葺再興棟札には喜美村とある。
『備前記』には古くは七堂伽藍を備えた称光寺（諸興寺）という寺院があったする。また、木見は児島高徳の出生地で、墓所であるという説がある。
北部の寺内集落には、後鳥羽上皇の皇子である頼仁親王の墓と伝えられる五輪塔がある。『備陽国誌』によれば、承久の乱ののち、児島へ移送され、五流尊瀧院にたどりつき、そこで没し、諸興寺に葬られたと伝わる。
江戸時代、『正保郷帳』では石高は681石余りとし、また枝村として畑村を記している。『備陽記』に、享保6年の記録として田畑48町1反余り、池7ヶ所、家数131軒、人口774人としている。また明和5年の『御用留覚帳（木裏文書）』には、家数152軒、前年の出生は29人（うち男18人、女11人）、藍瓶10本とある。さらに四国遍路に6月28日に出、8月9日頃に帰村、また伊勢参宮に7月15日に出、8月1日に帰村の願上があり、池川普請を秋に行ったとの記録がある。
文化年間の『岡山藩領手鑑』では、木見村は池田和泉の給地であったとし、石高681石余り、直高1097石余り、田36町7反余り、畑10町9反余り、池9ヶ所、樋16ヶ所、井戸6ヶ所、石橋・土橋各1ヶ所、家数165軒、人口814人、寺1院（住心院）、牛71頭、馬2頭、猟師3人、紺屋6軒（藍瓶6本）とある。
幕末に後述の尾原とともに小倉織が展開され、明治初期には喜美村内で小倉織・真田織の職人が40人いることが『郷内資料』に記されている。また『諸御用留帳』には、平十郎・隆五郎なる小倉商人が伊賀・大坂売を行い、年商500両から1000両の売り上げをあげるなどし、隆盛を極めた。
昭和後期頃から、西部の平野部や山麓部を中心に新興住宅地が増え、人口が増加。さらに昭和63年には、瀬戸大橋開通が開通に伴い、JR西日本本四備讃線が営業開始し、当地西部を南北に路線が通過し、木見駅が開業した。

### 尾原
かつての児島郡尾原村。由加山北方の谷間に位置し、由加詣での北参道が通り、丁石がある。江戸時代に『備前記』『備陽記』には枝村として黒村が記されている。
江戸以前は、小原の表記も併用されていたようで、清田八幡神社の元和元年の上葺再興棟札には小原村とあり、石高は325石余り。
『備陽記』には、享保6年の記録では田畑24丁6反余り、池15ヶ所、家数102軒、人口698人と記載されている。
文化年間の『岡山藩領手鑑』によると尾原村は木見村と同じく池田和泉の給地であったとする。石高は325石余り、直高587石余りで、田20町余り、畑4丁2反余り、池25ヶ所、樋31ヶ所、御郡方構池樋4ヶ所、井戸7ヶ所、石橋3ヶ所、家数130軒、人口750人、寺1院（慈眼院）、神社1社、牛91頭、猟師1人、紺屋5軒（藍瓶5本）を記している。
幕末頃になると、小倉織が盛んになり、安政3年には源次郎・佐平・佐市の3人の職人が小倉遠国問屋を拝命し、大坂・尾張まで販路を伸ばすと共に居宅売を行い、活躍したことを『諸御用留帳』に記されている。また、明治10年頃には、尾原村内で40人が小倉・真田の賃織を行っていることが『郷内村資料』にある。
昭和22年には、尾原地内の黒谷集落の南西約600メートルの山腹より五本の銅剣が出土した（現存は4本）。平形銅剣の1本には、樋の部分に銅鐸同様の巻き返し渦文が施されていた。

## 人口・世帯数
平成24年9月末現在。
| 町字 | 世帯数 | 男性人口 | 女性人口 | 総人口 | 備考 |
| ---- | ------ | -------- | -------- | ------ | ---- |
| 林   | 1870   | 2306     | 2375     | 4681   |      |
| 木見 | 452    | 580      | 627      | 1207   |      |
| 尾原 | 186    | 219      | 240      | 459    |      |
| 福江 | 535    | 625      | 646      | 1271   |      |
| 曽原 | 194    | 248      | 257      | 505    |      |
| 串田 | 266    | 319      | 344      | 663    |      |
| 総計 | 3503   | 4297     | 4489     | 8786   |      |

## 通信

### 電話番号
郷内地区を含む児島地域は倉敷MAに属し、市外局番は086。これは倉敷市の他地域に加え都窪郡早島町および岡山市南区の一部（植松・西畦・箕島）と共通となる。

### 郵便番号
全域が倉敷郵便局（郵便区番号710-01）の集配担当区域に当たる。
- 林 - 710-0142
- 木見 - 710-0143
- 尾原 - 710-0144
- 福江 - 710-0145
- 曽原 - 710-0146
- 串田 - 710-0141

## 学区
小学校区
尾原、木見の内の畑地区は、倉敷市立郷内小学校区尾原分校区。残る全域は、同小学校本校区。なお、尾原分校は平成20年より一時休校中であるため、この間は郷内全域が倉敷市立郷内小学校本校区となる。
中学校区
全域が倉敷市立郷内中学校区。

## 地勢
山岳
- 福南山（281.9m）
- 天満山（123.7m）
- 由加平山（184m）
- 松楠山（235m）
- 正面山（236m）
- 龍王山（194m）
- タコラ山（215.5m）
- 熊山（240m）
- 蟻峰山（232m）
- 大辻山（74.1m）

河川
- 郷内川

湖沼
- 福林湖
- 相引池
- 森池
- 見池

## 産業・特産
農業
- 米など。以前は麦・イグサ・綿花なども盛んに生産された。

工業
- 繊維業
  - 帆布
  - 撚糸
  - 服飾
  - 備前小倉織 - 現在は衰退
  - 真田紐 - 現在は衰退

## 主要施設
公共施設
- 倉敷市役所郷内市民サービスコーナー
- 倉敷市郷内公民館
- 郷内郵便局

教育
- 倉敷市立郷内小学校
- 倉敷市立郷内小学校尾原分校
- 倉敷市立郷内中学校

企業
- 福江流通団地
- 藤戸饅頭本舗串田店
- 古河電池
- カワサキマシンシステムズ
- タケヤリ
- 丸善

神社仏閣
- 一乗寺
- 一等寺
- 毘沙門天
- 住心院
- 真浄院
- 五流尊瀧院
- 慈眼院
- 薬師庵
- 宝寿院
- 木華佐久耶比め神社
- 清田八幡神社
- 福岡神社
- 熊野神社
- 素戔嗚神社
- 疫神社
- 末盛鳴神社
- 天津神社
- 稲荷神社
- 金比羅神社
- 荒田神社
- 龍王宮

文化施設
- 五流博物館

## 名所・旧跡
- 木華佐久耶比め神社
- 清田八幡神社
- 福岡神社
- 熊野神社
- 五流尊瀧院
- 五流博物館
- 頼仁親王陵墓五輪塔
- 一等寺

## 交通

### 道路
- 瀬戸中央自動車道
  - 水島インターチェンジ
- 岡山県道21号岡山児島線
- 岡山県道62号玉野福田線
- 岡山県道165号藤戸早島線
- 茶屋町児島自転車道（下津井電鉄線跡）

### 路線バス
- 下電バス天城線
  - 倉敷駅－林－曽原口－沖縄手－福江－児島駅

### 鉄道
- JR本四備讃線（瀬戸大橋線）
  - 木見駅
- 下津井電鉄線（1972年廃止）
  - 林駅 - 福田駅